# Liste der öffentlich getragenen Repertoiretheater Deutschlands
Die Liste der öffentlich getragenen Repertoiretheater Deutschlands gibt einen Überblick über diejenigen Theaterbetriebe und -gebäude der deutschen Theaterlandschaft, die ganz oder überwiegend in öffentlicher Trägerschaft mit dauernd beschäftigten Ensembles ganzjährig Theateraufführungen produzieren, also unter anderem die deutschen Staats-, Stadt- und Landestheater.
Für die rund 150 öffentlich getragenen Theater und weitere 150 Theater ohne festes Ensemble sowie die öffentlich finanzierten Orchester gibt die öffentliche Hand, in Deutschland fast ausschließlich Länder und Kommunen, jährlich rund zwei Milliarden Euro aus. Dies entspricht statistisch rund 0,2 Prozent der Gesamtausgaben von Bund, Ländern und Gemeinden. Die Tabelle erhebt keinen Anspruch auf Vollständigkeit.

## Überblick
Die Theater beschäftigen Ensembles für Musiktheater (M), Schauspiel (S), Ballett und Tanztheater (T), Revue und Musical (U), Kinder- und Jugendtheater (J) sowie Puppentheater (P). Orchester werden in der Liste dann als Sparte (O) geführt, wenn sie in den Theaterbetrieb integriert sind, selbständige Orchester werden unter Anmerkungen genannt.

## Legende
In der Spalte Orchester/Chor, wird die Eingruppierung des Orchesters nach Tarifvertrag (TVK) mit den jeweiligen Vergütungsgruppen (A, B, C, D), die Anzahl der fest angestellten Musiker sowie die Anzahl der festen Chormitglieder verzeichnet.
| Stadt               | Einwohner | Theaterbetrieb Träger | Ensemble | Spielstätten                                                                                    | Plätze                     | Orchester Chor | Bild                  | Anmerkungen |
| ------------------- | --------- | --- | -------- | ----------------------------------------------------------------------------------------------- | -------------------------- | -------------- | --------------------- | --- |
| Aachen              | 260.454   | Theater Aachen Stadt Aachen | MS       | Großes Haus Kammer mÖrgens                                                                      | 0870 165 99                | B: 66 22       |                       | O: Sinfonieorchester Aachen |
| Aachen              | 260.454   | Grenzlandtheater Aachen GmbH der Städteregion Aachen |          |                                                                                                 | 0218                       |                |                       | |
| Aalen               | 66.277    | Theater der Stadt Aalen Stadt Aalen | S        | Wi.Z (Wirtschaftszentrum) Altes Rathaus Freilichtbühne Schloss Fachsenfeld                      |                            |                |                       | |
| Altenburg           | 36.700    | Theater & Philharmonie Thüringen: Landestheater Altenburg GmbH der Städte Altenburg und Gera sowie des Landkreises Altenburger Land                        | MSTO     | Theater Th. im Heizhaus Th. unterm Dach                                                         | 0555 200 50                | B1: 77 21      |                       | O: Philharmonisches Orchester Altenburg-Gera |
| Anklam              | 13.768    | Vorpommersche Landesbühne Vorpommersche Landesbühne GmbH                                                                                                   | S        | Großer Saal Studio Chapeau Rouge                                                                | 0200 100 190               |                |                       | Theaterakademie Vorpommern |
| Annaberg-Buchholz   | 22.517    | Eduard-von-Winterstein-Theater GmbH des Kulturraums Erzgebirge, des Erzgebirgskreises sowie der Städte Annaberg-Buchholz, Aue und Ehrenfriedersdorf        | MS       | Theater Studiobühne Naturtheater Greifensteine                                                  | 0300 60 1200               | D: 50 14       |                       | O: Erzgebirgische Philharmonie Aue |
| Augsburg            | 262.992   | Staatstheater Augsburg Stadt Augsburg | MST      | Großes Haus brechtbühne hoffmannkeller Freilichtbühne am Roten Tor                              | 0947 ca. 250 99 2243       | B: 70 31       |                       | O: Philharmonisches Orchester Augsburg |
| Baden-Baden         | 54.853    | Theater Baden-Baden Stadt Baden-Baden | S        | Th. am Goetheplatz Kulissenhaus Spiegelfoyer                                                    | 0484 69 30                 |                |                       | |
| Bamberg             | 69.884    | E.T.A.-Hoffmann-Theater Stadt Bamberg | S        | Großes Haus Studio Gewölbe TREFF Calderón-Spiele                                                | 0402 99 50 600             |                |                       | |
| Bautzen             | 41.766    | Deutsch-Sorbisches Volkstheater Landkreis Bautzen | SJP      | Großes Haus Burgth., Gr. Saal Burgth., Kl. Saal                                                 | 0388 199 90                |                |                       | Das Burgtheater ist eine Puppenbühne. Es werden Aufführungen in Deutsch und Sorbisch produziert. |
| Berlin              | 3.426.354 | Deutsche Staatsoper Berlin Land Berlin: Stiftung Oper in Berlin                                                                                            | MO       | StO Unter den Linden Apollosaal                                                                 | 1396 232                   | 135 84         |                       | O: Staatskapelle Berlin |
| Berlin              | 3.426.354 | Deutsche Oper Berlin Land Berlin: Stiftung Oper in Berlin                                                                                                  | MO       | Deutsche Oper                                                                                   | 1859                       | A1: 131 78     |                       | |
| Berlin              | 3.426.354 | Komische Oper Berlin Land Berlin: Stiftung Oper in Berlin                                                                                                  | MO       | Komische Oper                                                                                   | 1270                       | A1: 117 62     |                       | |
| Berlin              | 3.426.354 | Staatsballett Berlin Land Berlin: Stiftung Oper in Berlin                                                                                                  | T        | Das Staatsballett bespielt die drei Opernhäuser Berlins.                                        |                            |                |                       | |
| Berlin              | 3.426.354 | Deutsches Theater Land Berlin | S        | Deutsches Theater Kammerspiele Box + Bar                                                        | 0606 234 76                |                |                       | |
| Berlin              | 3.426.354 | Berliner Ensemble Berliner Ensemble GmbH | S        | Th. a. Schiffbauerdamm Foyer Probebühne Pavillon Gartenhaus                                     | 0719 99 60                 |                |                       | |
| Berlin              | 3.426.354 | Volksbühne am Rosa-Luxemburg-Platz Land Berlin | S        | Großes Haus 3. Stock Roter Salon Grüner Salon                                                   | 0797 99                    |                |                       | |
| Berlin              | 3.426.354 | Schaubühne am Lehniner Platz GmbH, Zuschüsse vom Land Berlin                                                                                               | S        | Saal A Saal B Saal C                                                                            | 0600 500 200               |                |                       | Die Theatersäle sind in Zuschaueranordnung und Platzzahl variabel. |
| Berlin              | 3.426.354 | Maxim-Gorki-Theater Land Berlin | S        | Theater Studio                                                                                  | 0433 80                    |                |                       | |
| Berlin              | 3.426.354 | Friedrichstadt-Palast GmbH des Landes Berlin | TO       | Neuer Friedrichstadt-Palast                                                                     | 1895                       | B: 24          | Friedrichstadt-Palast | Der Friedrichstadt-Palast ist Europas größtes Revuetheater mit der größten Theaterbühne der Welt. |
| Bielefeld           | 324.912   | Theater Bielefeld Stadt Bielefeld | MST      | Stadttheater Theater am Alten Markt TAMZWEI TAMDREI Loft                                        | 0739 339 50 64             | B: 67,5 26     |                       | O: Bielefelder Philharmoniker |
| Bochum              | 381.542   | Schauspielhaus Bochum Stadt Bochum | S        | Schauspielhaus Kammerspiele Theater Unten                                                       | 0811 410 99                |                |                       | O: Bochumer Symphoniker |
| Bonn                | 316.416   | Theater Bonn Stadt Bonn | MS       | Opernhaus Schauspielhaus Werkstatt                                                              | 1038 473 178 650           | A1: 106 42     |                       | O: Beethovenorchester Bonn |
| Brandenburg         | 72.954    | Brandenburger Theater GmbH der Stadt Brandenburg | PO       | Großes Haus Studio Puppenbühne Probebühne                                                       | 0650 300 60                | C: 56          |                       | O: Brandenburger Symphoniker Das Brandenburger Haus trägt zum Theaterverbund Brandenburg–Frankfurt/Oder–Potsdam das Orchester bei.                                                                         |
| Braunschweig        | 245.810   | Staatstheater Braunschweig Land Niedersachsen | MSTJO    | Großes Haus Kleines Haus Aquarium Haus Drei Open-Air-Bühne auf dem Burgplatz                    | 0956 297 65 100 1250       | A: 085 40      |                       | O: Staatsorchester Braunschweig |
| Bremen              | 548.477   | Theater Bremen Freie Hansestadt Bremen | MSTJ     | Th. am Goetheplatz Kleines Haus Brauhauskeller Moks im Brauhaus                                 | 0870 200 22 99             | A: 087 44      |                       | O: Bremer Philharmoniker |
| Bremerhaven         | 114.888   | Stadttheater Bremerhaven Stadt Bremerhaven | MST      | Großes Haus Kleines Haus                                                                        | 0685 120                   | C: 52 20       |                       | O: Städtisches Orchester Bremerhaven |
| Bruchsal            | 43.231    | Badische Landesbühne E. V. der Stadt Bruchsal | S        | Großes Haus Studio Hexagon                                                                      | 0650 94                    |                |                       | Das Theater und seine umfangreiche Gastspieltätigkeit wird durch 16 Gemeinden, 4 Landkreise und das Land Baden-Württemberg mit unterstützt.                                                                |
| Castrop-Rauxel      | 76.876    | Westfälisches Landestheater E. V. der Stadt Castrop-Rauxel                                                                                                 | SJ       | Stadthalle Studio                                                                               | 0550 94                    |                |                       | Das Theater und seine umfangreiche Gastspieltätigkeit wird durch die Mitgliedsstädte des Vereins, den Landschaftsverband Westfalen-Lippe und das Land Nordrhein-Westfalen mit unterstützt.                 |
| Celle               | 70.930    | Schlosstheater Celle E. V. | S        | Schlosstheater Malersaal                                                                        | 0330 50                    |                |                       | Der Trägerverein wird durch die Stadt Celle, den Landkreis und das Land Niedersachsen finanziert. |
| Chemnitz            | 241.504   | Städtische Theater Chemnitz gGmbH der Stadt Chemnitz | MSTPO    | Opernhaus Schauspielhaus Kl. Bühne im Sch. Figurentheater                                       | 0714 419 100 132           | A: 106 44      |                       | O: Robert-Schumann-Philharmonie |
| Coburg              | 41.283    | Landestheater Coburg Stadt Coburg | MSTO     | Großes Haus Th. i. d. Reithalle                                                                 | 0557 99                    | B: 54 24       |                       | Das Theater und seine umfangreiche Gastspieltätigkeit wird mit unterstützt durch den Freistaat Bayern (laut Staatsvertrag 40 % der „Fehleinnahmen“) und den Bezirk Oberfranken.                            |
| Cottbus             | 102.811   | Staatstheater Cottbus Stiftung der Stadt Cottbus und des Landes Brandenburg                                                                                | MSO      | Großes Haus Kammerbühne Th.-Scheune Ströbitz                                                    | 0620 120 100               | B1: 074 33     |                       | |
| Darmstadt           | 142.191   | Staatstheater Darmstadt Land Hessen | MSTO     | Großes Haus Kleines Haus Kammerspiele                                                           | 0956 482 99                | A: 078 43      |                       | |
| Dessau-Roßlau       | 89.934    | Anhaltisches Theater Dessau Stadt Dessau-Roßlau | MSTPO    | Großes Haus Studio Foyer Theaterrestaurant Marienkirche Puppentheater                           | 1095 70 150 100 312 100    | B1: 084 42     |                       | O: Anhaltische Philharmonie Dessau |
| Detmold             | 73.583    | Landestheater Detmold GmbH mehrerer Gemeinden und Kreise                                                                                                   | MSTO     | Theater Studiobühne Hoftheater Sommertheater                                                    | 0648 61 250 325            | B: 52 19       |                       | Das Landestheater versorgt über 100 Abstecherorte in Nordrhein-Westfalen. |
| Dinkelsbühl         | 11.515    | Landestheater Dinkelsbühl Stadt Dinkelsbühl | S        | Th. im Spitalhof Studio Th. i. Schrannenfestsaal Freilichtbühne                                 | 0250 40 200 310            |                |                       | Das Landestheater versorgt über 50 Abstecherorte. |
| Dinslaken           | 70.053    | Landestheater Burghofbühne im Kreis Wesel E. V. der Stadt Dinslaken                                                                                        | S        | Stadthalle Studio mobile Freilichtbühne                                                         | 0592 45                    |                |                       | Das Landestheater versorgt bundesweit zahlreiche Abstecherorte. |
| Döbeln              | 20.726    | Mittelsächsisches Theater und Philharmonie gGmbH der Städte Freiberg und Döbeln sowie des Landkreises Freiberg                                             | MSO      | Theater Döbeln TiB                                                                              | 0328 90                    |                |                       | O: Mittelsächsische Philharmonie |
| Dortmund            | 586.909   | Theater Dortmund Stadt Dortmund | MSTJO    | Opernhaus Schauspielhaus Studio Kinder- u. Jugendth. Kinderoper                                 | 1170 496 99 200 99         | A: 101 42      |                       | O: Dortmunder Philharmoniker |
| Dresden             | 507.513   | Sächsische Staatsoper Dresden Freistaat Sachsen | MT       | Semperoper Kleine Szene                                                                         | 1309 99                    | 159 90         |                       | O: Sächsische Staatskapelle Dresden |
| Dresden             | 507.513   | Staatsschauspiel Dresden Freistaat Sachsen | S        | Schauspielhaus Kleines Haus Theater Oben                                                        | 0794 388 99                |                |                       | |
| Dresden             | 507.513   | Staatsoperette Dresden Stadt Dresden | MTO      | Staatsoperette                                                                                  | 0610                       | B: 58 27       |                       | Der Spielplan konzentriert sich auf Spieloper, Operette und Musical. |
| Dresden             | 507.513   | Theater Junge Generation Stadt Dresden | JP       | Kraftwerk Mitte mit großer Bühne kleiner Bühne Studiobühne                                      | 0350 125                   |                |                       | |
| Düsseldorf          | 621.877   | Deutsche Oper am Rhein gGmbH der Städte Düsseldorf und Duisburg                                                                                            | MT       | Opernhaus                                                                                       | 1342                       | A1: 130 56     |                       | O: Düsseldorfer Symphoniker |
| Düsseldorf          | 621.877   | Düsseldorfer Schauspielhaus GmbH der Stadt Düsseldorf und des Landes Nordrhein-Westfalen                                                                   | SJ       | Großes Haus Kleines Haus Junges Schauspielh. Studio                                             | 0944 300 90                |                |                       | |
| Duisburg            | 496.665   | Deutsche Oper am Rhein gGmbH der Städte Düsseldorf und Duisburg                                                                                            | MT       | Theater Duisburg Opernfoyer FOYER III                                                           | 1118                       | A2: 093 56     |                       | O: Duisburger Philharmoniker |
| Eggenfelden         | 12.811    | Theater an der Rott Landkreis Rottal/Inn | MSTJ     | Hauptbühne Studio Theatercafé                                                                   | 0393 99 65                 | k. A.: 38 24   |                       | |
| Eisenach            | 43.308    | Thüringer Landestheater Eisenach Kulturstiftung Meiningen-Eisenach                                                                                         | TJO      |                                                                                                 | 0501                       | C: 41,5        |                       | O: Landeskapelle Eisenach Opern-, Schauspiel- und Puppenspielaufführungen werden vom Südthüringischen Staatstheater Meiningen produziert.                                                                  |
| Eisleben            | 25.500    | Landesbühne Sachsen-Anhalt Theaterzweckverband Landesbühne Sachsen-Anhalt                                                                                  | S        | Theater Studiobühne                                                                             | 0387 90                    |                |                       | |
| Erfurt              | 202.929   | Theater Erfurt Stadt Erfurt | MO       | Großes Haus Studio Theatrium Orchesterprobenr. Rathausfestsaal Domstufen                        | 0800 200 80 100 1850       | B1: 059 45     |                       | O: Philharmonisches Orchester Erfurt |
| Erlangen            | 104.650   | Das Theater Erlangen Stadt Erlangen | S        | Markgrafentheater Theater in der Garage                                                         | 0570 82                    |                |                       | |
| Essen               | 580.751   | Aalto-Musiktheater Essen Theater und Philharmonie Essen GmbH der Stadt Essen                                                                               | M        | Aalto-Theater                                                                                   | 1125                       | A2: 099,5 52   |                       | O: Essener Philharmoniker |
| Essen               | 580.751   | Schauspiel Essen Theater und Philharmonie Essen GmbH der Stadt Essen                                                                                       | S        | Grillo-Theater Café Central ADA                                                                 | 0427 100 70                |                |                       | |
| Essen               | 580.751   | aalto ballett theater essen Theater und Philharmonie Essen GmbH der Stadt Essen                                                                            | T        |                                                                                                 |                            |                |                       | O: Essener Philharmoniker Das Ballett spielt im Aalto-Theater. |
| Esslingen           | 91.557    | Württembergische Landesbühne Stadt Esslingen | SJ       | Schauspielhaus Podium I Podium II Werkstatt                                                     | 0460 85 70 200             |                |                       | |
| Flensburg           | 87.792    | Schleswig-Holsteinisches Landestheater und Sinfonieorchester GmbH mehrerer Gebietskörperschaften in Schleswig                                              | MSJO     | Musikth. Flensburg Kleine Bühne                                                                 | 0459 99                    |                |                       | Zusammenschluss der Theater Flensburg, Rendsburg und Schleswig |
| Frankfurt a. M.     | 659.021   | Städtische Bühnen Frankfurt: Oper Frankfurt und Schauspiel Frankfurt GmbH der Stadt Frankfurt                                                              | MSJO     | Opernhaus Schauspielhaus Kleines Haus Bockenheimer Depot schmidtstrasse12                       | 1387 700 198 800 300       | A: 115 73      |                       | O: Frankfurter Museumsorchester |
| Freiberg            | 42.364    | Mittelsächsisches Theater und Philharmonie gGmbH der Städte Freiberg und Döbeln sowie des Landkreises Freiberg                                             | MSO      | Theater Freiberg                                                                                | 0315                       | C: 45 16       |                       | O: Mittelsächsische Philharmonie |
| Freiburg i. Br.     | 219.430   | Theater Freiburg Stadt Freiburg | MSO      | Großes Haus Kleines Haus Kammerbühne Theatercafé                                                | 0900 312 99 165            | B: 66 30       |                       | O: Philharmonisches Orchester der Stadt Freiburg Die Tanztheatersparte wird gemeinsam mit dem Theater Heidelberg betrieben.                                                                                |
| Fürth               | 116.300   | Stadttheater Fürth Stadt Fürth | MSTUJ    | Großes Haus Nachtschwärmer Foyer Kulturforum                                                    | 0700                       |                |                       | |
| Gelsenkirchen       | 264.765   | Musiktheater im Revier GmbH der Stadt Gelsenkirchen | MT       | Großes Haus Kleines Haus                                                                        | 1008 325                   | B1: 123 25     |                       | O: Neue Philharmonie Westfalen |
| Gera                | 101.618   | Theater & Philharmonie Thüringen: Bühnen der Stadt Gera GmbH der Städte Altenburg und Gera sowie des Landkreises Altenburger Land                          | MSTPO    | Großes Haus Konzertsaal Bühne am Park Kleines Th. i. Zentrum                                    | 0552 830 154 176           | B: 082 21      |                       | Theater und Konzertsaal unter einem Dach |
| Gießen              | 74.593    | Stadttheater Gießen GmbH der Stadt Gießen | MSTO     | Stadttheater TiL                                                                                | 0651 99                    | D: 40 17       |                       | |
| Görlitz             | 56.724    | Gerhart-Hauptmann-Theater Görlitz-Zittau GmbH der Stadt Görlitz und des Kulturraums Oberlausitz/Niederschlesien, Zusammenschluss mit dem Theater Zittau    | MTO      | Stadttheater Apollo                                                                             | 0500 99                    | C: 56 17       |                       | |
| Göttingen           | 121.513   | Deutsches Theater Göttingen GmbH der Stadt Göttingen | S        | Haupthaus Studio Freilichtbühne Keller                                                          | 0515 500                   |                |                       | |
| Greifswald          | 53.845    | Theater Vorpommern GmbH der Städte Greifswald und Stralsund und des Landkreises Rügen                                                                      | MSTO     | Th. Greifswald                                                                                  | 0460                       | B1: 068 24     |                       | O: Philharmonisches Orchester Vorpommern |
| Hagen               | 193.748   | Theater Hagen Stadt Hagen | MTJ      | Theater Lutz Opus                                                                               | 0784 150 199               | B: 60 26       |                       | O: Philharmonisches Orchester Hagen |
| Halberstadt         | 38.964    | Nordharzer Städtebundtheater Gemeinnütziger Zweckverband regionaler Gebietskörperschaften                                                                  | MST      | Großes Haus Kammerbühne                                                                         | 0501 99                    | D: 40 17       |                       | Am Standort Halberstadt werden Musiktheater und Ballett produziert, zahlreiche Abstecher in der Region |
| Halle (Saale)       | 234.295   | Oper Halle Stadt Halle (Saale) | MT       | Großer Saal Operncafé Kammertheater                                                             | 0672 80 120                | A: 152 38      |                       | O: Staatskapelle Halle |
| Halle (Saale)       | 234.295   | Kulturinsel Halle: neues theater und Puppentheater Halle Stadt Halle (Saale)                                                                               | SP       | Großer Saal Werft Hoftheater Großer Saal (P) Kleiner Saal (P)                                   | 0400 130 150 99 80         |                |                       | |
| Halle (Saale)       | 234.295   | Thalia Theater Halle Stadt Halle (Saale) und Land Sachsen-Anhalt                                                                                           | J        | Gr. Thalia Th. Kl. Thalia Th.                                                                   | 0280 80                    |                |                       | |
| Hamburg             | 1.773.218 | Staatsoper Hamburg GmbH der Freien und Hansestadt Hamburg                                                                                                  | MT       | Staatsoper Opera Stabile                                                                        | 1675                       | A1: 134 67     |                       | O: Philharmoniker Hamburg |
| Hamburg             | 1.773.218 | Deutsches Schauspielhaus GmbH der Freien und Hansestadt Hamburg                                                                                            | SJ       | Schauspielhaus Malersaal Rangfoyer Kantine                                                      | 1200 200 90 80             |                |                       | |
| Hamburg             | 1.773.218 | Thalia Theater GmbH der Freien und Hansestadt Hamburg | SJ       | Theater Studiobühne Foyer                                                                       | 1000 199 84                |                |                       | |
| Hannover            | 518.088   | Niedersächsisches Staatstheater Hannover: Staatsoper Hannover GmbH des Landes Niedersachsen                                                                | MTO      | Opernhaus Ballhofeins                                                                           | 1207 300                   | A2: 111 55     |                       | |
| Hannover            | 518.088   | Niedersächsisches Staatstheater Hannover: Schauspiel Hannover GmbH des Landes Niedersachsen                                                                | S        | Schauspielhaus Ballhofeins Ballhofzwei Cumberlandsche Galerie                                   | 0630 300 130 100           |                |                       | |
| Hannover            | 518.088   | Theater für Niedersachsen: GmbH von Stadt und Landkreis Hildesheim, Zweckverband Landesbühne Hannover und Land Niedersachsen                               | MSUO     | Gartentheater Herrenhausen (Saisontheater im Großen Garten)                                     | 0887                       |                |                       | |
| Heidelberg          | 145.311   | Theater und Philharmonisches Orchester der Stadt Heidelberg und Schlossfestspiele Heidelberg: Theater der Stadt Heidelberg Stadt Heidelberg                | MSTJO    | Marguerre-Saal Alter Saal zwinger1 zwinger3 friedrich5 Schlossfestspiele                        | 517 319 99 130 50 816      | B: 61 23       |                       | |
| Heilbronn           | 121.627   | Theater Heilbronn Stadt Heilbronn | S        | Großes Haus Kammerspiele Komödienhaus                                                           | 0705 150 309               |                |                       | |
| Hildesheim          | 103.593   | Theater für Niedersachsen: Stadttheater Hildesheim GmbH von Stadt und Landkreis Hildesheim, Zweckverband Landesbühne Hannover und Land Niedersachsen       | MSUO     | Großes Haus theo F1                                                                             | 0597 72 130                | D: 40,5 18     |                       | |
| Hof (Saale)         | 103.593   | Theater Hof Zweckverband Nordostoberfränkisches Städtebundtheater                                                                                          | MSTO     | Stadttheater Studio                                                                             | 0567 99                    | B: 62 20       |                       | O: Hofer Symphoniker Zahlreiche Abstecher in ganz Bayern |
| Ingolstadt          | 123.317   | Stadttheater Ingolstadt Stadt Ingolstadt | S        | Großes Haus Werkstatt Studio im Herzogskasten Kleines Haus Freilichttheater                     | 0670 99 60 99              |                |                       | |
| Jena                | 102.752   | Theaterhaus Jena gGmbH der Stadt Jena | S        |                                                                                                 | 0220                       |                |                       | |
| Kaiserslautern      | 97.770    | Pfalztheater Bezirksverband Pfalz | MST      | Großes Haus Werkstatt-Bühne                                                                     | 0730 99                    | B: 67 27       |                       | |
| Karlsruhe           | 288.917   | Badisches Staatstheater Karlsruhe Land Baden-Württemberg                                                                                                   | MST      | Großes Haus Kleines Haus INSEL Studio                                                           | 1002 385 126 80            | A2: 099 51     |                       | O: Badische Staatskapelle Karlsruhe |
| Kassel              | 195.530   | Staatstheater Kassel Land Hessen | MSTO     | Opernhaus Schauspielhaus tif Opernfoyer Schauspielfoyer tif-Foyer                               | 0953 540 99                | A: 078 44      |                       | |
| Kiel                | 236.902   | Theater Kiel AöR der Stadt Kiel | MSTJO    | Opernhaus Schauspielhaus Studiobühne Theater im Werftpark                                       | 0833 411 70 90             | B: 76 38       |                       | |
| Koblenz             | 106.087   | Theater Koblenz Stadt Koblenz | MST      | Stadttheater Kammerspiele probe-bühne 2                                                         | 0464 99 50                 | B1: 071 25     |                       | O: Staatsorchester Rheinische Philharmonie |
| Köln                | 996.690   | Bühnen der Stadt Köln: Oper Köln, Schauspiel Köln, pretty ugly tanz köln Stadt Köln                                                                        | MST      | Opernhaus Schauspielhaus Schlosserei Yakult-Halle Halle Kalk                                    | 1346 833 120 130 220       | A1: 130 54     |                       | O: Gürzenich-Orchester |
| Köln                | 996.690   | Hänneschen-Theater: Puppenspiele der Stadt Köln Stadt Köln                                                                                                 | P        |                                                                                                 | 0283                       |                |                       | |
| Konstanz            | 81.511    | Stadttheater Konstanz Stadt Konstanz | S        | Stadttheater Werkstatt Inselgasse Spiegelhalle Dachboden                                        | 0400 200 60                |                |                       | |
| Krefeld             | 236.516   | Vereinigte Städtische Bühnen Krefeld und Mönchengladbach GbR der Städte Krefeld und Mönchengladbach                                                        | MST      | Stadttheater Krefeld TaZ Großer Saal TaZ Kleiner Saal                                           | 0830 560 274               | B1: 087 37     |                       | O: Während der Renovierung des Stadttheaters Krefeld finden die Vorstellungen im Theater auf Zeit (TaZ) statt.                                                                                             |
| Landshut            | 62.629    | Landestheater Niederbayern Zweckverband Südostbayerisches Städtetheater Landshut–Passau–Straubing                                                          | MS       | Stadttheater Studio                                                                             | 0365 80                    | D: 37          |                       | Landshut ist Sitz der Schauspielsparte. |
| Leipzig             | 512.105   | Oper Leipzig: Oper Stadt Leipzig | MT       | Opernhaus                                                                                       | 1265                       | 185 71         |                       | O: Gewandhausorchester Leipzig |
| Leipzig             | 512.105   | Oper Leipzig: Musikalische Komödie Stadt Leipzig | MTO      | Haus Dreilinden                                                                                 | 0529                       | B: 47 23       |                       | Der Spielplan konzentriert sich auf Spieloper, Operette und Musical. |
| Leipzig             | 512.105   | Schauspiel Leipzig Stadt Leipzig | S        | Schauspielhaus Neue Szene Th. hinterm Eisernen                                                  | 0672 99 115                |                |                       | |
| Leipzig             | 512.105   | Theater der Jungen Welt Stadt Leipzig | J        | Großer Saal Etage Eins Theaterbus                                                               | 0231 55 45                 |                |                       | |
| Lübeck              | 211.541   | Theater Lübeck gGmbH der Stadt Lübeck | MSO      | Großes Haus Kammerspiele Studio                                                                 | 0792 327 100               | B: 66 27       |                       | O: Philharmonisches Orchester der Hansestadt Lübeck |
| Lüneburg            | 72.299    | Theater Lüneburg GmbH der Stadt und des Landkreises Lüneburg                                                                                               | MSTO     | Großes Haus Studio Ndt. Bühne                                                                   | 0542 99 100                | D: 29 10       |                       | |
| Magdeburg           | 230.140   | Theater Magdeburg Stadt Magdeburg | MSTO     | Opernhaus Hinterbühne Boulevard i. Opernh. Podium Café Rossini Schauspielhaus Studio            | 0747 200 108 60 100 203 99 | B1: 081 34     |                       | O: Magdeburgische Philharmonie |
| Magdeburg           | 230.140   | Puppentheater Magdeburg Stadt Magdeburg | P        | Puppentheater Probebühne                                                                        | 0154 70                    |                |                       | |
| Mainz               | 196.784   | Staatstheater Mainz GmbH der Stadt Mainz und des Landes Rheinland-Pfalz                                                                                    | MST      | Großes Haus Kleines Haus TIC Studiobühne                                                        | 0935 463 99                | B1: 070 33     |                       | O: Philharmonisches Staatsorchester Mainz |
| Mannheim            | 309.795   | Nationaltheater Mannheim Stadt Mannheim | MSTJO    | Opernhaus Schauspielhaus Studiob. i. Werkhaus Casino im Werkhaus Schnawwl Junge Oper Mannheim   | 1154 634 99 50 140 80      | A: 103 57      |                       | |
| Marburg             | 80.000    | Hessisches Landestheater Marburg GmbH der Stadt Marburg und des Landes Hessen                                                                              | S        | Stadthalle Bühne Black Box Schloss                                                              | 389-589 202 99 variabel    |                |                       | |
| Meiningen           | 21.058    | Staatstheater Meiningen Kulturstiftung Meiningen-Eisenach                                                                                                  | MSJPO    | Großes Haus Kammerspiele Rautenkranz (Junges Staatstheater)                                     | 0731 250 80                | B: 63 35       |                       | O: Meininger Hofkapelle |
| Memmingen           | 41.021    | Landestheater Schwaben Zweckverband Landestheater Schwaben                                                                                                 | S        | Scheune Saal Theaterkneipe                                                                      | 0180 80 60                 |                |                       | |
| Mönchengladbach     | 264.335   | Vereinigte Städtische Bühnen Krefeld und Mönchengladbach GbR der Städte Krefeld und Mönchengladbach                                                        | MST      | Th. Mönchengladbach                                                                             | 0811                       | B: 87 37       |                       | |
| Moers               | 107.111   | Schlosstheater Moers Stadt Moers | S        | Schlosstheater STM-Studio Kapelle Pulverhaus Tennishalle a. S. Schlosshof-Freilichtb.           | 0150 60 70 25 120 350      |                |                       | |
| Mülheim an der Ruhr | 107.111   | Theater an der Ruhr gGmbh u. a. der Stadt Mülheim | S        |                                                                                                 | 0200                       |                |                       | |
| München             | 1.315.476 | Bayerische Staatsoper Freistaat Bayern | MTO      | Nationaltheater Prinzregententheater Allerheiligen Hofkirche Cuvilliés-Theater                  | 2100 1025 335 523          | A1: 141 89     |                       | O: Bayerisches Staatsorchester |
| München             | 1.315.476 | Bayerisches Staatsschauspiel Freistaat Bayern | S        | Residenztheater Marstall Th. i. Haus der Kunst Cuvilliés-Theater                                | 0877 160 523               |                |                       | |
| München             | 1.315.476 | Staatstheater am Gärtnerplatz Freistaat Bayern | MTO      |                                                                                                 | 0893                       | A2: 077 46     |                       | |
| München             | 1.315.476 | Münchner Kammerspiele Stadt München | S        | Schauspielhaus Neues Haus Werkraum                                                              | 0690 250 170               |                |                       | Den Kammerspielen ist die Otto-Falckenberg-Schule angegliedert. |
| München             | 1.315.476 | Schauburg – Theater der Jugend Stadt München | J        |                                                                                                 | 0254                       |                |                       | Die Schauburg wird von den Kammerspielen mit verwaltet. |
| München             | 1.315.476 | Münchner Volkstheater GmbH, weitgehend finanziert durch die Stadt München                                                                                  | S        |                                                                                                 | 0533                       |                |                       | |
| Münster             | 272.890   | Städtische Bühnen Münster Stadt Münster | MSTO     | Großes Haus Kleines Haus                                                                        | 0955 321                   | B: 67 24       |                       | O: Sinfonieorchester Münster |
| Naumburg (Saale)    | 29.025    | Kleine Bühne Naumburg Stadt Naumburg | P        | Kleine Bühne                                                                                    | 084                        |                |                       | |
| Neubrandenburg      | 66.735    | Theater und Orchester GmbH Neubrandenburg/Neustrelitz GmbH der bet. Städte                                                                                 | MSTO     | Schauspielhaus Probebühne Konzertkirche                                                         | 0200 55 851                | B: 70 16       |                       | O: Neubrandenburger Philharmonie T: Deutsche Tanzkompanie Neustrelitz |
| Neuss               | 151.449   | Rheinisches Landestheater E. V. div. Städte und Gemeinden                                                                                                  | S        | Landestheater                                                                                   | 0443                       |                |                       | |
| Neustrelitz         | 21.910    | Theater und Orchester GmbH Neubrandenburg/Neustrelitz GmbH der bet. Städte                                                                                 | MSTO     | Großes Haus Marstall Probebühne Foyer Festspiele im Schlossgarten                               | 0397 100 55 50 1072        | B: 70 16       |                       | O: Neubrandenburger Philharmonie T: Deutsche Tanzkompanie Neustrelitz |
| Nordhausen          | 44.057    | Theater Nordhausen/Loh-Orchester Sondershausen GmbH der bet. Städte                                                                                        | MTO      | Theater Studiobühne Haus der Kunst                                                              | 0488 60 381                | B: 56 18       |                       | O: Loh-Orchester Sondershausen; Austausch von Schauspielproduktionen mit dem Theater Rudolstadt |
| Nürnberg            | 503.110   | Staatstheater Nürnberg Stiftung der Stadt und des Freistaats                                                                                               | MSTO     | Opernhaus Schauspielhaus Kammerspiele Blue Box                                                  | 1074 539 197 60            | A: 091 42      |                       | O: Nürnberger Philharmoniker |
| Oberhausen          | 217.108   | Theater Oberhausen Stadt Oberhausen | S        | Großes Haus Malersaal                                                                           | 0445 99                    |                |                       | |
| Oldenburg           | 159.563   | Oldenburgisches Staatstheater Land Niedersachsen | MSTO     | Großes Haus Kleines Haus Spielraum Exerzierhalle                                                | 0827 350 80 120            | B: 68 30       |                       | O: Oldenburgisches Staatsorchester Die August-Hinrichs-Bühne ist eine zusätzliche Sparte für niederdeutsches Schauspiel. Die Tanzcompagnie Oldenburg kooperiert mit dem Tanztheater Bremen.                |
| Osnabrück           | 162.870   | Theater Osnabrück gGmbH der Stadt Osnabrück | MSTJO    | Th. am Domhof emma-theater Werkstätten                                                          | 0639 99                    | B: 66 22       |                       | O: Osnabrücker Symphonieorchester |
| Paderborn           | 144.181   | Westfälische Kammerspiele GmbH div. Gebietskörperschaften                                                                                                  | S        | Theater Probebühne Klingelgasse Freilichtbühne                                                  | 0220 60 230                |                |                       | |
| Parchim             | 19.063    | Mecklenburgisches Landestheater Zweckverband von Land, Landkreis und Stadt                                                                                 | S        | Theater Malsaal Abgang                                                                          | 0289 60 40                 |                |                       | |
| Passau              | 50.741    | Landestheater Niederbayern Zweckverband Südostbayerisches Städtetheater Landshut–Passau–Straubing                                                          | MS       | Fürstbischöfliches Opernhaus                                                                    | 0350                       | D: 37          |                       | O: Niederbayerische Philharmonie Passau ist Sitz der Musiktheatersparte. |
| Pforzheim           | 119.423   | Stadttheater Pforzheim Stadt Pforzheim | MSTO     | Großes Haus Podium                                                                              | 0510 199                   | D: 42 20       |                       | O: Städtisches Orchester Pforzheim |
| Plauen              | 67.600    | Theater Plauen-Zwickau gGmbH der bet. Städte | MSTPO    | Vogtland-Theater kleine bühne                                                                   | 0467 99                    | B: 66 30       |                       | |
| Potsdam             | 150.833   | Hans Otto Theater GmbH der Stadt Potsdam | MSJ      | Theater Reithalle A Schlosstheater Neues Palais                                                 | 0485 250 300               |                |                       | Das Haus trägt zum Theaterverbund Brandenburg–Frankfurt/Oder–Potsdam die Ensembles des Schauspiels und des Jugendtheaters bei. Die Aufführungen des Musiktheaters werden vorwiegend mit Gästen produziert. |
| Putbus              | 4.763     | Theater Vorpommern GmbH der Städte Greifswald und Stralsund und des Landkreises Rügen                                                                      | MSTO     | Theater                                                                                         | 0244                       |                |                       | O: Philharmonisches Orchester Vorpommern |
| Quedlinburg         | 21.909    | Nordharzer Städtebundtheater Gemeinnütziger Zweckverband regionaler Gebietskörperschaften                                                                  | MST      | Großes Haus Bühne                                                                               | 0284 60                    |                |                       | Am Standort Quedlinburg werden die Schauspielaufführungen produziert, zahlreiche Abstecher in der Region                                                                                                   |
| Radebeul            | 33.300    | Landesbühnen Sachsen Freistaat Sachsen | MSTO     | Bühne Studiobühne Felsenbühne Rathen                                                            | 0410 99 1910               | B: 63 30       |                       | Zahlreiche Abstecher in ganz Sachsen wie auch außerhalb. Von Mai bis September auch regelmäßig im Dresdner Zwinger                                                                                         |
| Regensburg          | 132.495   | Theater Regensburg Stadt Regensburg | MSTO     | Th. am Bismarckplatz Velodrom Th. am Haidplatz Turmtheater Freilichtbühne                       | 0517 612 138 82 506        | B: 66 25       |                       | O: Philharmonisches Orchester Regensburg |
| Rendsburg           | 28.391    | Schleswig-Holsteinisches Landestheater und Sinfonieorchester GmbH mehrerer Gebietskörperschaften in Schleswig                                              | MSJO     | Theater Kammerspiele                                                                            | 0510 88                    |                |                       | Zusammenschluss der Theater Flensburg, Rendsburg und Schleswig |
| Reutlingen          | 112.458   | Theater Reutlingen – Die Tonne GmbH der Stadt (60 %), des Landkreises und eines Fördervereins                                                              | S        | Planie 22 Tonne Theatercafé Spitalhof                                                           | 0150 99 50 200             |                |                       | |
| Rostock             | 200.413   | Volkstheater Rostock Stadt Rostock | MSTO     | Großes Haus Ateliertheater Th. im Stadthafen Kl. Kom. Warnemünde                                | 0537 50 200 68             | A: 082 35      |                       | O: Norddeutsche Philharmonie Rostock |
| Rudolstadt          | 24.650    | Thüringer Landestheater Rudolstadt GmbH der Städte Rudolstadt und Saalfeld                                                                                 | SO       | Großes Haus Schminkkasten theater tumult                                                        | 0264 60                    | C: 39          |                       | O: Thüringer Symphoniker Saalfeld-Rudolstadt. Musiktheateraufführungen werden mit dem Theater Nordhausen zusammen produziert.                                                                              |
| Saarbrücken         | 176.452   | Saarländisches Staatstheater GmbH des Saarlandes | MSTO     | Staatstheater Alte Feuerwache sparte 4                                                          | 0875 300 99                | A: 080,5 45    |                       | O: Saarländisches Staatsorchester Saarbrücken |
| Schleswig           | 24.036    | Schleswig-Holsteinisches Landestheater und Sinfonieorchester GmbH mehrerer Gebietskörperschaften in Schleswig                                              | MSJO     | Theater Kammerspiele                                                                            | 0507 99                    | B: 64 23       |                       | Zusammenschluss der Theater Flensburg, Rendsburg und Schleswig |
| Schwedt             | 35.881    | Uckermärkische Bühnen Schwedt Stadt Schwedt | SU       | Großer Saal Kleiner Saal Intimes Theater Odertalbühne                                           | 0842 320 100 892           |                |                       | |
| Schwerin            | 95.855    | Mecklenburgisches Staatstheater Schwerin gGmbH der Stadt und des Landes                                                                                    | MSTD*O   | Großes Haus E-Werk Schlossfestspiele                                                            | 0540 99 2300               | A: 066 29      |                       | O: Mecklenburgische Staatskapelle * Die niederdeutsche Schauspielsparte, die Fritz-Reuter-Bühne, bespielt weitere Orte in ganz Mecklenburg. Figurentheater wird mit Gastensembles betrieben.               |
| Senftenberg         | 27.515    | Neue Bühne Senftenberg Zweckverband der Stadt und des Landkreises Oberspreewald-Lausitz                                                                    | S        | Theater Studio Rangfoyer Probebühne „Shakespeare“ Amphitheater am Senftenberger See             | 0295 90 60 50 600          |                |                       | |
| Stendal             | 36.306    | Theater der Altmark – Landesbühne Sachsen-Anhalt Nord Stadt Stendal                                                                                        | S        | Großes Haus Kleines Haus Rangfoyer                                                              | 0435 90 81                 |                |                       | Abstecherbetrieb in ganz Sachsen-Anhalt |
| Stralsund           | 58.027    | Theater Vorpommern GmbH der Städte Greifswald und Stralsund und des Landkreises Rügen                                                                      | MSTO     | Stralsunder Theater                                                                             | 0452                       |                |                       | O: Philharmonisches Orchester Vorpommern |
| Straubing           | 44.625    | Landestheater Niederbayern Zweckverband Südostbayerisches Städtetheater Landshut–Passau–Straubing                                                          | MS       | Theater am Hagen                                                                                | 0330                       |                |                       | O: Niederbayerische Philharmonie Straubing wird von den Produktionsstätten Landshut und Passau mit bespielt.                                                                                               |
| Stuttgart           | 597.176   | Staatstheater Stuttgart Land Baden-Württemberg | MSTO     | Opernhaus Schauspielhaus Kammertheater Depot/Theatercafé                                        | 1404 851 250 120           | A1: 130 76     |                       | O: Württembergisches Staatsorchester |
| Stuttgart           | 597.176   | Schauspielbühnen Stuttgart DGB, Zuschüsse durch die Stadt Stuttgart und das Land Baden-Württemberg                                                         | S        | Altes Schauspielhaus Kom. im Marquardt Intern. Theatre Stuttg. Th. unterm Dach Th. ü. d. Wolken | 0499 378 var. 40 60        |                |                       | |
| Trier               | 103.888   | Theater Trier Stadt Trier | MSTO     | Stadttheater Studio Freilichtspiele                                                             | 0622 65                    | C: 56 20       |                       | |
| Tübingen            | 83.813    | Landestheater Württemberg-Hohenzollern Tübingen Reutlingen AöR des Landes Baden-Württemberg                                                                | S        | Großer Saal LTT-Werkstatt LTT-oben Freilichtspiele                                              | 0373 124 60                |                |                       | |
| Ulm                 | 121.434   | Theater Ulm Stadt Ulm | MSTO     | Theater Podium                                                                                  | 0815 200                   | B: 56 20       |                       | O: Philharmonisches Orchester der Stadt Ulm |
| Weimar              | 64.720    | Deutsches Nationaltheater und Staatskapelle Weimar gGmbH der Stadt Weimar                                                                                  | MSO      | Großes Haus e-werk e-werk Kesselsaal foyer I foyer III                                          | 0859 194 99 120 99         | A2: 100 44     |                       | O: Staatskapelle Weimar |
| Wiesbaden           | 275.422   | Hessisches Staatstheater Wiesbaden Land Hessen | MSTJO    | Großes Haus Kleines Haus Studio Wartburg                                                        | 1041 308 89 145            | A: 078 43      |                       | |
| Wilhelmshaven       | 82.192    | Landesbühne Niedersachsen Nord Zweckverband zahlreicher Gebietskörperschaften                                                                              | S        | Stadttheater TheOs                                                                              | 0514 99                    |                |                       | Spielgebiet der Landesbühne sind neben Wilhelmshaven eine Vielzahl weiterer Orte im nördlichen Niedersachsen                                                                                               |
| Wuppertal           | 355.158   | Wuppertaler Bühnen GmbH der Stadt Wuppertal | MS       | Opernhaus Theater am Engelsgarten                                                               | 0750 152                   | A: 088 25      |                       | O: Sinfonieorchester Wuppertal |
| Wuppertal           | 355.158   | Tanztheater Pina Bausch GmbH der Stadt Wuppertal | T        | Opernhaus                                                                                       | 0750                       |                |                       | |
| Würzburg            | 135.212   | Mainfranken Theater Würzburg Stadt Würzburg | MSTO     | Theater Kammerspiele                                                                            | 0739 92                    | B: 66 21       |                       | |
| Zittau              | 29.361    | Gerhart-Hauptmann-Theater Görlitz-Zittau GmbH von Stadt, Landkreis und dem Kulturraum Oberlausitz/Niederschlesien, Zusammenschluss mit dem Theater Görlitz | S        | Stadttheater Klosterhof Zittau Waldbühne Jonsdorf                                               | 0393                       |                |                       | |
| Zwickau             | 95.841    | Theater Plauen-Zwickau gGmbH der bet. Städte | MSTPO    | Gewandhaus Puppenth./Kl. Bühne Th. i. d. Mühle                                                  | 0400 180 99                | B: 80 30       |                       | |